# 버즈 (미국의 밴드)
버즈(The Byrds)는 1964년 미국 캘리포니아 로스앤젤레스에서 결성된 포크 록, 컨트리 록, 사이키델릭 록, 어덜트 컨템포러리 장르를 한 밴드이다. 구성원은 클래런스 화이트, 크리스 힐먼, 진 클라크, 그램 파슨스, 진 파슨스, 마이클 클라크, 데이비드 크로스비, 로저 맥귄, 스킵 배틴, 케빈 켈리, 존 요크 등이다. 피트 시거, 밥 딜런, 비틀즈, 제퍼슨 에어플레인, 존 콜트레인 등으로부터 영향을 받았다.

## 역사

### 데뷔
비록 버즈는 그들의 데뷔 싱글이었던 “Mr. Tambourine Man”이 1965년도 중반에 차트의 정상에 올랐을 때 포크와 록을 완벽히 결합했지만, 그룹이 한번만에 결합하려 했던 것은 기적에 가까웠다. 초기 5인조의 멤버는 전기 악기를 폭넓게 이용하지 않았다. 짐 맥귄(그는 차후 그의 이름을 로저로 바꾸게 된다.), 데이비드 크로스비 그리고 진 클락은 모두 상업적인 포크 팝 공연과 어쿠스틱 다방에서 일을 하는 것에 익숙했다. 그들은 비틀즈가 포크와 록을 결합하여 성공한 것에 영향을 받았다. 차후의 기억에 따르면 클락이 피터와 고든 스타일로 공연을 하기 위해 맥귄을 찾았을 때 맥귄은 이미 로스앤젤레스의 포크 클럽에서 비틀즈의 곡들을 어쿠스틱으로 재현하고 있었다. 데이비드 크로스비는 곧 3인조로 가입하게 되었으며 아직은 결성되지 않은 젯 셋처럼 그들은 초기 데모 녹음을 하였다. 세션 뮤지션들의 도움으로 그들은 비피터라는 이름으로 엘렉트라 레코드에서 싱글을 발매할 수 있었으나 실패작이 되었다. 하지만 몇 달 만에 그들은 팝 분야를 일렉트릭화한 포크 록 사운드에 근접할 수 있었다.
그 후 버즈로 이름을 바꾼 비피터는 드러머 마이클 클락과 블루그레스 만돌린 연주가인 크리스 힐먼(그는 일렉트릭 베이스 기타를 연주해본 적이 없었지만 베이스 기타를 연주했던 걸로 분류가 된다.)을 투입하여 좀 더 구체화되었다. 밴드는 초기에 장비에 미숙하여 클락은 리허설에서 나무 상자를 가지고 연주했다. 그러나 그들은 곧 악기를 자유자재로 다루게 되었고 완전히 성숙한 록 밴드가 되었다. 이 시기에 발매된 많은 데모 녹음이 나중에 정식으로 녹음이 되었다. 그들은 딜런의 새 곡 “Mr. Tambourine Man”의 데모 녹음을 구하려고 노력했다. 그들은 몇몇 구절을 줄이고 즉흥적으로 12현 기타를 투입하고 비틀즈 풍의 하모니를 넣어 그들은 포크 록이라는 새로운 분야를 개척하기에 이르렀다. (사실 뷰 브루멜과 다른 사람들이 비슷한 영역을 탐색하고 있었다.) "Mr. Tambourine Man" 싱글에서 속설과는 다르게 밴드 스스로는 그들의 차후 녹음에서 시도를 했음에도 보컬과 맥귄의 독창적인 리켄배커 사운드는 세션 뮤지션들에 의해 지지를 받았다.

### 사이키델릭 록의 고안
브리티시 인베이전 밴드와 외모로 경쟁한, 최초의 긴 머리를 한 미국 그룹이었던 버즈는 곧 언론, 많은 팬들에 의해 비틀즈와 견주는 밴드로 급부상했다. 그들의 1965년 데뷔 싱글인 Mr. Tambourine Man은 뛰어난 딜런의 곡 해석과 피트 시거의 선율을 강렬하고 낭만적이며 다분히 팝 적인 오리지널과 섞은, 그리고 밴드 초기에 진 클락이 만든 환상적인 음반이었다. 몇 달 후 피트 시거의 "Turn! Turn! Turn!"를 재해석한 버전은 그들의 또 다른, 정상을 차지한 곡이 되었으며 록 음악의 고전이 되었다. 그 노래는 더욱 뛰어난 기타 라인과 천상의 하모니를 자랑했다. 그들의 두 번째 음반인 "Turn! Turn! Turn!"은 그들의 데뷔 싱글만큼 강력하진 않았으나 밴드는 어지러울 정도로 빠른 속도로 전진하였다. 1966년 초에 "Eight Miles High“ 싱글의 (의도적으로든 아니든) 환각적인 가사의 이미지와 웅웅거리는 베이스 라인 그리고 존 콜트레인과 인도 음악에 영향을 받은, 맥귄의 미친 듯한 기타 솔로는 사이키델릭 록의 탄생을 알렸다. 이 "Eight Miles High"는 같은 해에 발표된 비틀즈의 Rain, Tomorrow Never Knows, I'm Only Sleeping 등과 함께 사이키델릭 록의 효시로 평가된다.
비틀즈의 1964년도 앨범 A hard Day's Night에서 조지 해리슨이 사용한 12현 리켄배커 기타에 영향을 받아 버즈도 같은 기타를 사용했으며 이들의 찰랑거리는 기타 사운드는 훗날 쟁글 팝의 탄생에 영향을 미치게 된다.
버즈는 "Eight Miles High" 이후 그들의 주된 작곡가였던 진 클락과 리드 보컬이었던 맥귄의 탈퇴로 많은 고통을 받았다. 그의 탈퇴의 이유는 역설적으로 다른 압박이 있었음에도 날기가 두렵다는 점이었다. "Eight Miles High,"는 놀랍게도 그들의 마지막 20위권 싱글이 되었다. 많은 라디오 방송국은 알레르기를 일으키는 듯한 그들의 마약 조장의 이유로 그 음악을 금지했으며 그들의 진출을 14번이나 막았다. 이것은 버즈 초기의 비틀즈에 대한 상업적인 도전을 끝내버렸다. 그러나 그들은 차질 속에서도 그룹을 재정비했다. 4인조로 지속했던 밴드는 맥귄, 크로스비 그리고 힐먼이 작곡을 맡게 되었다. 그들의 세 번째 음반인 "Fifth Dimension"은 비록 다수의 초기 음반처럼 이상하게도 섣부르거나 경솔하게 만들어진 곡들을 대단한 탁월함으로 섞긴 했어도, ‘Fifth Dimension’와 ‘I See You’ 그리고 ‘John Riley’와 같은 더욱 충격적인 포크 록과 사이키델릭한 곡을 포함했다.

### 발전
1967년에 발매된 Younger Than Yesterday는 So You Want to Be a Rock 'n' Roll Star와 또 다른 밥 딜런의 곡인 My Back Pages를 포함했다. 그 음반은 힐먼과 크로스비가 그들의 곡을 새로운 수준으로 올렸다는 데에 큰 의미를 둔다. 1967년 크로스비는 밴드에서 더욱 중요한 자리를 차지하게 되었는데 그의 훌륭한 곡들을 부르고 짓는 것이었다. 그는 맥귄, 힐먼과 잘 지내지 못하여 The Notorious Byrd Brothers 녹음 도중에 버즈에서 탈퇴하였다. 그 자리를 메꾸기 위해 다시 밴드로 돌아온 진 클락은 몇 주 후에 떠났고 1967년 말 마이클 클락 역시 가버렸다. 현저하게 이 혼란 속(음반 판매의 감소를 의미하는 것이 아니다)에서도 그들은 Notorious 음반에서 이전과 같은 훌륭한 사운드를 냈다. 이것은 포크 록과 전자 악기의 실험 그리고 침착함, 자라나는, 컨트리 음악에 대한 흥미가 섞여있음을 의미했다.

### 그램 파슨스의 투입
맥귄과 힐먼은 1968년 초에 그룹을 다시 한 번 재정비했기 때문에 맥귄은 그야말로 당대 음악 역사를 새로 쓰는 흥미로운, 더블 앨범의 가능성에 대해 사색했으며 전통포크와 컨트리 송에서 재즈와 전자 음악에까지 점차적인 발전을 해나갔다. 이 끝을 향해 그는 그램 파슨스를 고용했다. 그는 그 때까지 키보드를 연주했다고 한다. 파슨스의 영향 아래 버즈는 컨트리 뮤직에 대해 흥미를 갖기 시작했다. 그리고 파슨스에게 기타와 보컬 작업의 대부분을 양도했다. 1968년 맥귄, 힐먼, 파슨스 그리고 드러머 케빈 켈리는 아마도 최초로 컨트리 록이라는 이름으로 널리 알려진 Sweetheart of the Rodeo를 녹음했다.
Rodeo 음반의 장점에 관한 의견은 버즈 팬 사이에서 날카롭게 양분되었다. 누군가는 자연스럽게 밴드의 혁신을 잇는 것으로 본 반면, 다른 사람들은 밴드의 트레이드 마크인 보석같은 기타의 쟁글거림이 사라짐과 맥귄의 가장 야심 가득한 실험의 잠재성이 새버린 것에 대해 비통해했다. 그러나 누군가는 그 음반이 1965년에서 1968년 사이의 버즈의 클래식한 사운드(Tambourine man과 Notorious 음반 사이의)의 끝, 아니 최소한 극단적인 방향 전환임을 믿어 의심치 않는다. 변화의 주된 기폭제였던 파슨스는 약 6개월 후 밴드를 떠났는데 1968년의 남아프리카 투어에 대한 부분적으로 반대하였기 때문이다. 비록 외면상으로는 컬럼비아 레코드에서 발매된 곡들로부터 파슨스를 제외했던 계약상의 장애물 때문이었지만, 맥귄이 Rodeo 음반에서 파슨스가 맡은 부분을 어쩔 수 없이 대체했다. (파슨스의 리드 보컬이 들어간 몇몇 트랙들은 어쨌든 빠졌다. 1990년대에 버즈의 박스 셋에서 다른 곡들이 나왔다.)

### 구성원의 탈퇴와 버즈의 쇠락
크리스 힐먼은 1968년 말 버즈를 떠나 파슨스와 플라잉 뷰리토 브라더스를 결성했다. 맥귄은 버즈를 다른 뮤지션(특히 옛 컨트리 피커 클래런스 화이트)들과 5년간 지속시켰지만 근본적으로 버즈의 이름은 로저 맥귄과 밴드에게 있었다. 사람들의 의견은 다시 버즈 후반부의 음반의 특징에 대해 양분되었는데 맥귄은 팬과 평론가 모두 그에게 욕을 할만큼 기이하고 이상한 재능을 가졌다고 하는 반면, 어느 누구도 12현 기타를 그 만큼 잘 치지 않았으며 그는 훌륭한 프로듀서였으며 그의 ‘딜런을 만난 레논’의 보컬은 정말로 탁월하다는 의견을 냈다. "Chestnut Mare," "Jesus Is Just Alright," 그리고 "Drug Store Truck Drivin' Man,"와 같은 초기 버즈의 훌륭한 하모니를 제외하곤, 1968년 이후 어떤 버즈 음반도 1965년~1968년 사이의 그들의 열광이 넘치는 상태와 초기의 권위를 되찾지 못했다. 이것은 부분적으로 맥귄이 불규칙한(가끔은 훌륭하다는 평가를 받는) 작곡가였고 절정에서의 버즈는 다양함의 결정체, 상당한 재능 때문이었다.
버즈의 줄어드는 중요성은 ‘60년대에서 70년대로 넘어가는’ 그 시점에서 여러 버즈 출신의 사람들이 잘 나간다는 점에서 맥귄을 화나게 했음에 틀림없다. 데이비드 크로스비는 크로스비 스틸스 내시 앤 영의 슈퍼스타였고 힐먼과 파슨스 그리고 잠깐 동안 마이클 클락은 플라잉 뷰리토 브라더스로 컨트리 음악을 더욱 발전시켰으며 심지어 진 클락은 상업적으로 성공하진 못했으나 컨트리 록 음반의 명반으로 대우받는 것들을 녹음했다. 초기 5인조는 사실상 1973년의 단 한 번 있는 재결성 음반으로 모였다. 그것은 20위권에 진입했으나 한 때의 영광을 되찾아보려는 시도는 헛됨을 보여주는 노골적인 예시였다.

### 버즈의 해체와 멤버 진영의 사망
원래 버즈는 1970년과 80년대를 통틀어 솔로 활동과 외부의 프로젝트를 추구했다. 맥귄과 클라크 그리고 힐먼은 70년대 말 버즈의 사운드에 다양한 어덜트 컨템포러리 장르를 섞어 성공을 이루었으며 80년대 크로스비는 마약 문제로 싸웠고 힐먼은 데저트 로즈 밴드 주류 컨트리 장르에서 큰 성공을 거두었다. 버즈의 전설은 하찮은 싸움에 의해 변색되었다. 오리지널 라인업 멤버들이 버즈라는 이름을 사용할 권리로 싸운 것이다. 한참 후 드러머 마이클 클락은 기존 멤버가 없는 ‘버즈’와 투어를 떠났다. 버즈는 1991년 로큰롤 명예의 전당에 올랐으며 진 클락은 몇 달 후 사망했고 마이클 클락도 역시 93년에 사망했다. 오리지널 5인조로는 다시는 결성할 가능성은 사라진 것이다.

## 음반 목록
- Mr. Tambourine Man (1965)
- Turn! Turn! Turn! (1965)
- Fifth Dimension (1966)
- Younger Than Yesterday (1967)
- The Notorious Byrd Brothers (1968)
- Sweetheart of the Rodeo (1968)
- Dr. Byrds & Mr. Hyde (1969)
- Ballad of Easy Rider (1969)
- (Untitled) (1970)
- Byrdmaniax (1971)
- Farther Along (1971)
- Byrds (1973)

## 참고 문헌
- allmusic.com[모호한 표현]